# Academia da Língua Hebraica

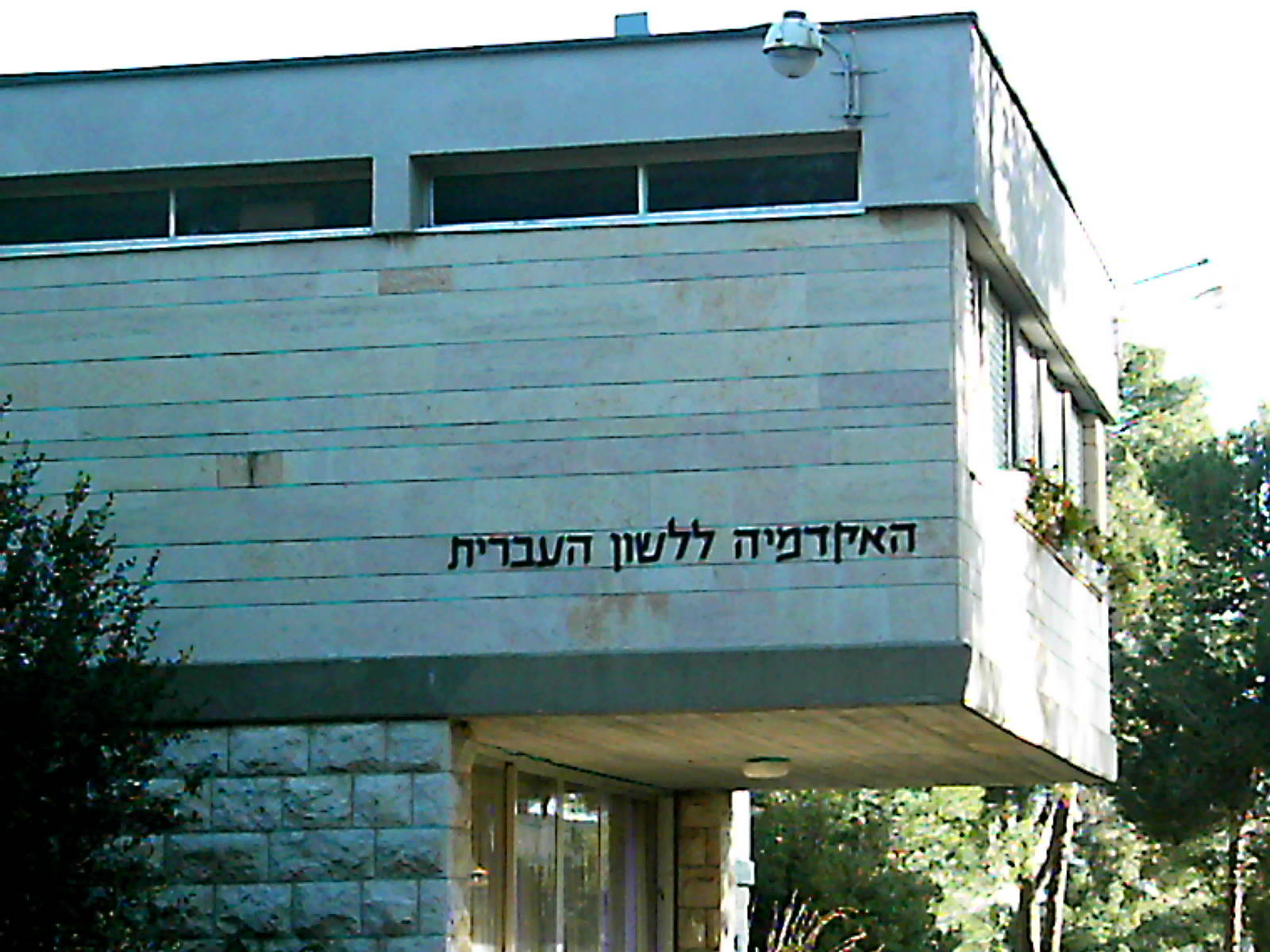
Academia da Língua Hebraica, em Jerusalém.

A Academia da Língua Hebraica (em hebraico:  הָאָקָדֶמְיָה לַלָּשׁוֹן הָעִבְרִית, HaAqademya LaLashon HaIvrith) é a "Fundação Suprema para a Ciência da Língua Hebraica", fundada pelo Governo de Israel em 1953. A Academia é responsável pela criação de novas palavras em hebraico, de modo a adaptar-se às mutações da própria sociedade contemporânea. É outorgada à Academia a última palavra no que diz respeito a assuntos relacionados com ortografia e gramática da língua hebraica. A organização antecedente da Academia chamava-se o Conselho da Língua hebraica, que era ativo já antes da criação do Estado de Israel.